# René Malaise
René Malaise (Stoccolma, 29 settembre 1892 – Ekerö, 1º luglio 1978) è stato un entomologo, esploratore e collezionista d'arte svedese, il cui nome rimane oggi associato alla trappola Malaise, alle sue collezioni di migliaia di insetti e alle molte nuove specie di imenotteri classificate.

## Biografia
René Edmond Malaise nacque da padre francese (il cuoco Edmond Malaise) e da madre svedese, Augusta Söderqvist. Oltre ai genitori la famiglia alla fine del XIX secolo comprendeva quattro figli, dei quali René era il maggiore, e viveva in un appartamento a Stoccolma. È in quel periodo che René comincia ad appassionarsi ai Symphyta, un gruppo di imenotteri le cui femmine depongono le uova sui vegetali grazia a lunghi ovopositori. Dopo avere svolto il servizio militare ottenne il baccalaureato nel 1918.
Tra il 1920 e il 1922 esplorò la penisola di Kamchatka con i naturalisti Sten Bergman (1895-1975) e Eric Hultén (1894-1981). Si separò poi dai suoi compagni e raggiunse Kamakura, in Giappone, nell'agosto del 1923. Qui fu testimone del grande terremoto del 31 agosto 1923.
Dopo essere tornato a Stoccolma, si fidanzò con la giornalista, scrittrice e esploratrice Ester Blenda Nordström (1891–1948). I due partirono per la Kamchatka nel 1924 e si sposarono il 31 agosto del 1925 (divorzieranno poi quattro anni dopo).

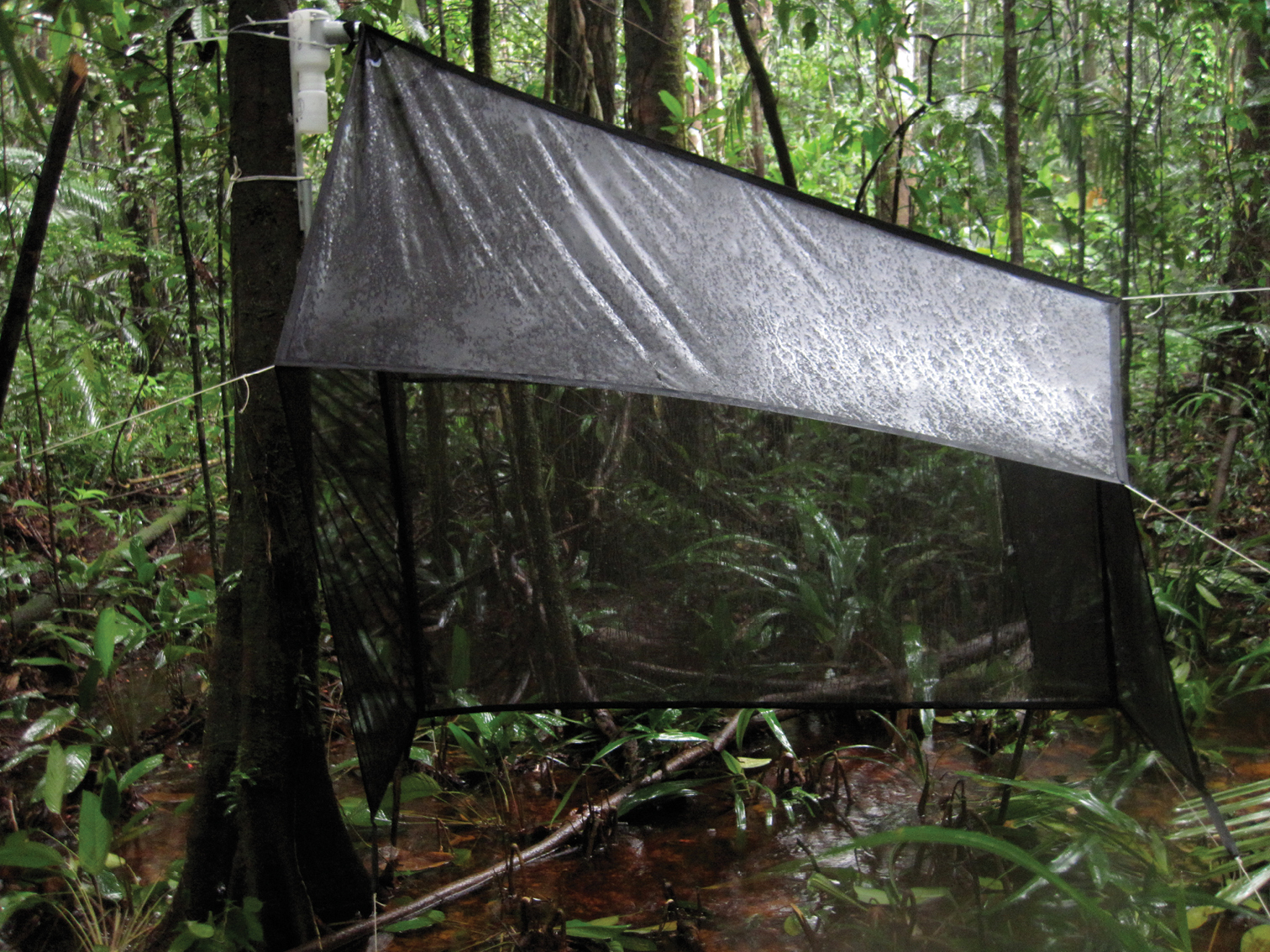
Una trappola Malaise installata nel 2012 nella foresta delle Guyana francese

Si risposò nel 1933 con Ebba Söderhell, una insegnante di biologia e di religione di Stoccolma. Söderhell lo accompagnò durante un viaggio di studio nel nord della Birmania, che si svolse tra il 1933 e il 1935. È durante questa spedizione che, a Rangoon, Malaise mise a punto cinque trappole per la cattura di insetti impiegando una tecnica che rimarrà poi nota come Trappola Malaise. Utilizzandole riuscì a raccogliere più di 100.000 esemplari di insetti, molti dei quali appartenenti a specie ancora sconosciute.
Nel 1938, conseguì la licenza all'Università di Uppsala e nel 1945 discusse la propria tesi presso l'Istituto zoologico della Università di Lund.
Tra il 1953 e il 1958 diresse il dipartimento di entomologia del Museo svedese di storia naturale. La sua sola incursione nel campo della geologia fu la pubblicazione del libro Atlantis, en geologisk verklighet (Atlantide, una realtà geologica), nel quale difese la teoria di Nils Odhner (1884-1973), secondo la quale la tettonica a placche propugnata da Alfred Wegener (1880-1930) sarebbe falsa. La somiglianza delle specie di esseri viventi tra America e il blocco di Africa ed Eurasia. secondo Odhner. sarebbe invece spiegata dalla presenza nell'Oceano Atlantico di un continente oggi scomparso. L'opera venne accolta in modo tutt'altro che favorevole.
Negli ultimi anni di vita Malaise si dedicò alla creazione di una collezione di opere d'arte, nella quale entrarono anche alcuni dipinti di Rembrandt.
La bibliografia su Malaise non è particolarmente estesa, ma lo scrittore Fredrik Sjöberg nel suo saggio Flugfällan (L'arte di collezionare mosche) ha dedicato numerosi capitoli alla vita e alle opere di Malaise.

## Opere principali
- (DE) René Malaise, Entomologische Ergebnisse der schwedischen Kamtchatka-Expedition 1920-1922 35, Tenthredinidae, Stoccolma, Almqvist & Wiksell, 1931.
- (DE) René Malaise, Schwedisch-chinesische wissenschaftliche Expedition nach den nordwestlichen Provinzen Chinas unter Leitung von Dr. Sven Hedin und Prof. Sü Ping-Chang 23, Hymenoptera [part] 1, Tenthredinoidea: Insekten gesammelt vom schwedischen Arzt der Expedition Dr. David Hummel 1927-1930, Stoccolma, Almqvist & Wiksells boktryckeri, 1933.